# Agrotis conspurcata
Agrotis conspurcata là một loài bướm đêm trong họ Noctuidae.